# Plexicushion
Le Plexicushion est un système de surface de tennis développé par Plexipave, une entreprise américaine située dans le Massachusetts, aux États-Unis. 
Il s'agit d'un mélange de caoutchouc synthétique et recyclé, de liant latex et de particules de plastique.

## Le système Plexicushion
D'après le site officiel de Plexipave, il existe quatre différents types de surface Plexicushion : Prestige, Competition, Tournament et 2000.
Le Plexicushion est une surface qui a été spécialement créée pour soulager le physique des joueurs grâce à son système d'absorption de chocs EPDM Rubber Cushionning. En effet, les surfaces dures sont réputées très douloureuses pour les articulations des joueurs, ce qui favorise les blessures. D'après Plexipave, le Plexicushion réduit donc la fatigue au niveau des jambes, des chevilles et des pieds.

## Open d'Australie

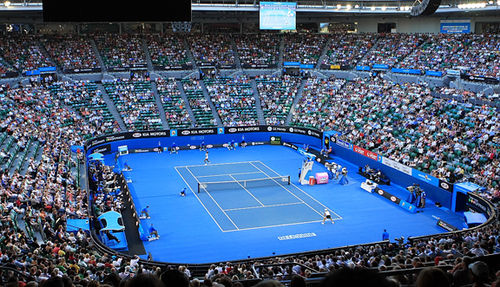
Rod Laver Arena de l'open d'Australie en Plexicushion.

Le 30 mai 2007, l'organisateur de l'Open d'Australie, Tennis Australia, a annoncé que le tournoi allait désormais se dérouler sur le Plexicushion (Prestige), remplaçant le Rebound Ace de 1988-2007 (avant le tournoi était sur herbe). La surface a été installée à temps pour l'Open d'Australie 2008.
À partir de 2020, elle est remplacée par du GreenSet.